# Andrei Igorov
Andrei Igorov (Brăila, 10 de dezembro de 1939 — ?, 10 de novembro de 2011) foi um canoísta de velocidade romeno na modalidade de canoagem.
Ele se especializou na prova C-1 10000 m, na qual ganhou medalhas de prata nos Campeonatos Mundiais e Europeus de 1963, bem como dois títulos europeus, em 1965 e 1967. Esta prova não estava disponível nas Olimpíadas de 1964, e Igorov teve que competir no C-1 1000 m. Ele ganhou a medalha de prata terminando 0,42 segundos à frente do terceiro lugar.

## Carreira
Foi vencedor da medalha de prata em C-1 1000 m em Tóquio 1964.